# Волоконницевые
Волоко́нницевые (лат. Inocybaceae) — семейство грибов, входящее в порядок Агариковые (Agaricales). Выделено из семейства Паутинниковые по результатам филогенетических исследований.

## Описание
Плодовые тела обычно шляпочные, мясистые или мембрановидные, обычно ярко окрашенные. Шляпки обычно чешуйчатые или волокнистые, конической, выпуклой или неправильной формы, желтоватые, белые, коричневые или красные, с пластинчатым гименофором. Гифы обычно амилоидные, с пряжками или без них. Цистиды обычно присутствуют, различной формы. Базидии двух- или четырёхспоровые. Споры различной формы, гладкие, бородавчатые, шиповатые или рубчатые, обычно без поры прорастания, коричневого цвета.
Многие виды рода Волоконница ядовиты, содержат мускарин, как минимум один вид употребляется в пищу в Африке.

## Экология
Представители семейства — микоризообразователи, паразиты или сапротрофы.

## Таксономия

### Синонимы
- Chromocyphellaceae Knudsen, 2010
- Crepidotaceae (S. Imai) Singer, 1951
- Phaeomarasmiaceae Locq., 1972, nom. inval.
- Pleuroflammulaceae Locq., 1984, nom. inval.
- Pleurotellaceae Locq., 1972, nom. inval.
- Tubariaceae Vizzini, 2008

### Роды
- Auritella Matheny & Bougher, 2006
- Chromocyphella De Toni & Levi, 1888
- Crepidotus (Fr.) Staude, 1857 — Крепидот
- Flammulaster Earle, 1909
- Inocybe (Fr.) Fr., 1863 — Волоконница
- Pellidiscus Donk, 1959
- Phaeomarasmius Scherff., 1897 — Буронегниючник, или Феомаразмиус
- Phaeomyces E.Horak, 2005
- Phaeosolenia Speg., 1902
- Pleuroflammula Singer, 1946
- Simocybe P.Karst., 1879 — Симоцибе
- Tubaria (W.G.Sm.) Gillet, 1876 — Тубария
- Tubariomyces Esteve-Rav. & Matheny, 2010